# Tokyo 7th 시스터즈
《Tokyo 7th 시스터즈》(Tokyo 7th シスターズ)는 DONUTS가 착신한 스마트폰 게임이다.